# Pfarrkirche Ernstbrunn

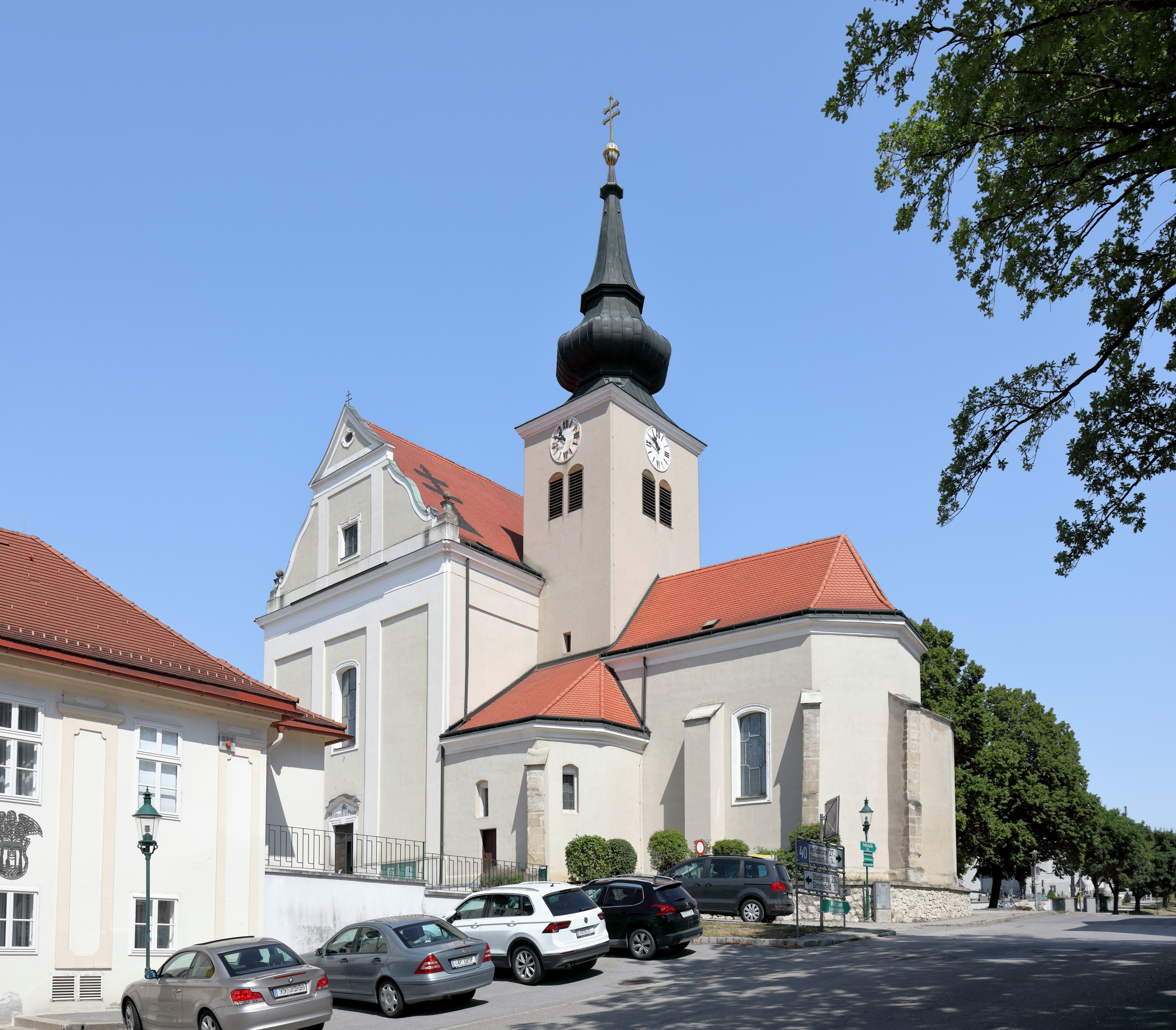
Pfarrkirche hl. Martin in Ernstbrunn

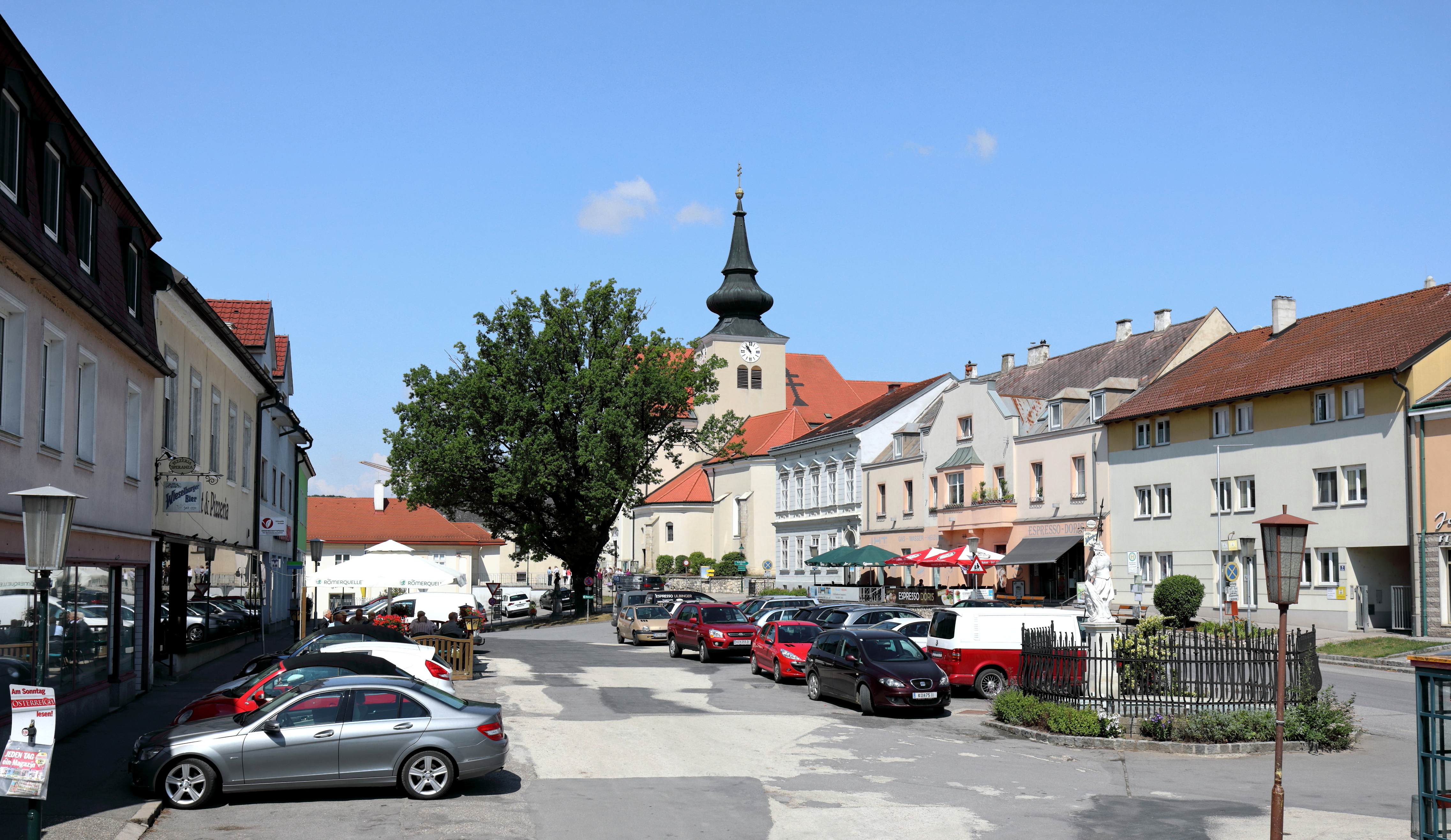
Pfarrkirche am westlichen Ende des Hauptplatzes

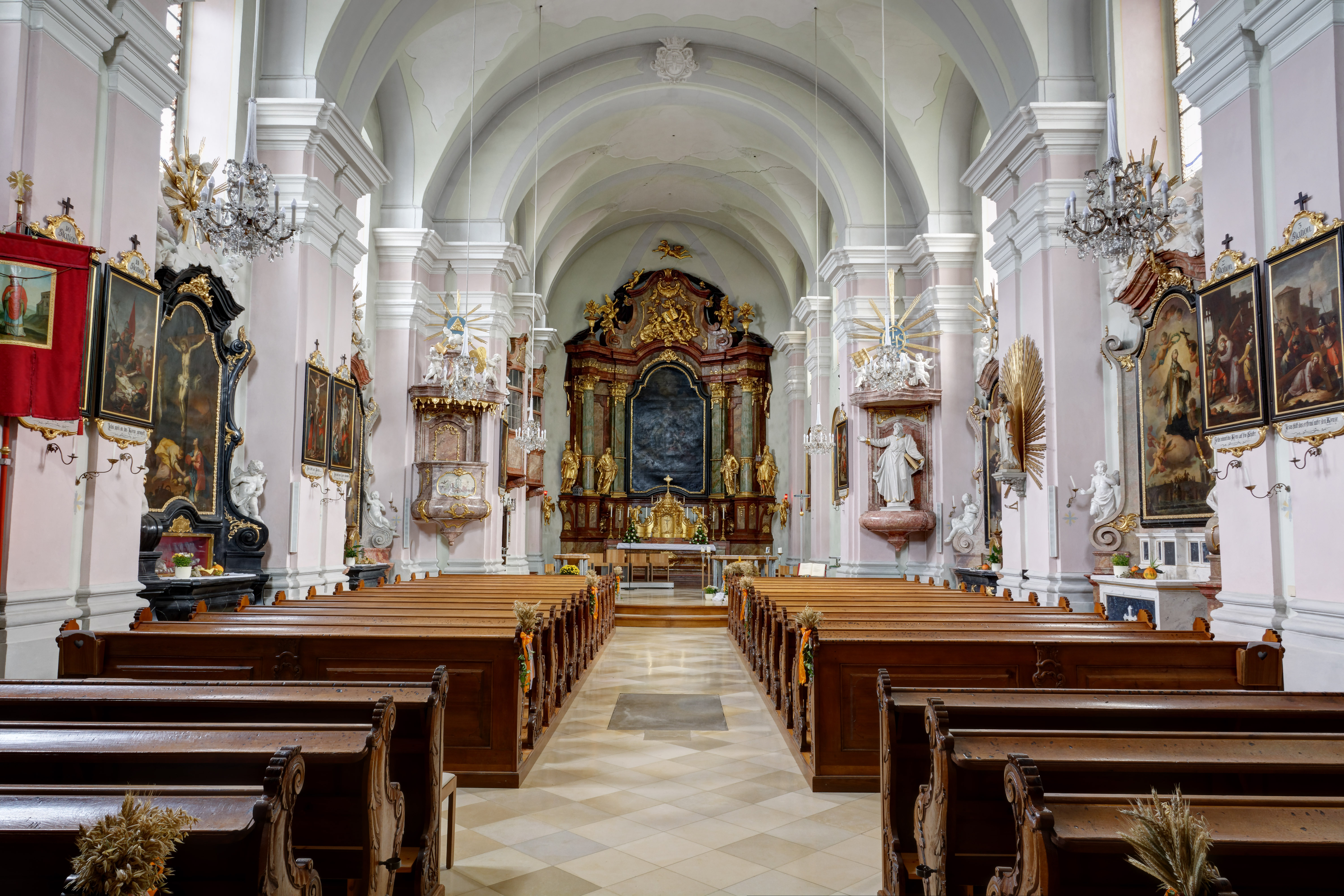
Innenansicht der Kirche

Die Pfarrkirche Ernstbrunn steht am Kirchenplatz im Ort Ernstbrunn in der Marktgemeinde Ernstbrunn in Niederösterreich. Die römisch-katholische Pfarrkirche hl. Martin gehört zum Dekanat Stockerau im Vikariat Unter dem Manhartsberg in der Erzdiözese Wien. Bis 1. September 2016 gehörte sie zum Dekanat Ernstbrunn. Die Kirche steht unter Denkmalschutz.

## Lage
Die Kirche steht am westlichen Ende eines langgezogenen Hauptplatzes, welcher auf der Verbindungsstraße zwischen Hollabrunn und Mistelbach liegt. Der Kirchenplatz liegt am Kreuzungspunkt mit der steil aufsteigenden Ortszufahrt Hoher Hausberg des Verbindungsweges von Stockerau und Korneuburg nach Laa an der Thaya.

## Feliciankapelle
Die Gründung der Pfarre wird um 1055 angenommen. Die geostete Ursprungskirche mit romanischer und gotischer Architektur ist als Feliciankapelle erhalten. Der Altar im neobarocken Stil trägt das Gnadenbild Mariahilf, welches aus der ehemaligen Bründlkapelle des Ortes um 1783 übertragen wurde.

## Martinskirche
Die um 1760 errichtete hoch proportionierte Saalkirche wurde im Westen angebaut und ist genordet. Die Kirche bildet so im Ganzen einen rechten Winkel.
Der Hochaltar im spätbarocken Stil mit Rokokoornamentik trägt ein Altarbild des hl. Martin, welches Kaspar Franz Sambach zugeschrieben wird. Die Orgel aus dem Jahre 1883 wurde von der Orgelbaufirma Johann M. Kauffmann errichtet und 1928 erweitert. Im Jahre 2000 erfolgte die Neuanschaffung einer Orgel von Rieger Orgelbau mit 20 Registern.